# Březen – měsíc internetu
Březen – měsíc internetu byla v letech 1998–2008 každoročně v měsíci březnu se opakující informační kampaň, jejímž záměrem bylo upozornit na význam sítě Internet pro rozvoj hospodářství a společnosti v době, kdy do nich internet teprve pronikal a nebyl ještě v České republice příliš rozšířený a známý. Organizátorem kampaně bylo sdružení BMI, které založili v červnu 1999 Jaroslav Winter, Irina Zálišová a Miroslav Forman. Sedmý ročník projektu v roce 2004 oslovil 39 % obyvatel ČR.

## Akce
Březen – měsíc internetu dal vzniknout mnoha pravidelným akcím, především konferencím, z nichž některé pokračují i po ukončení kampaně v roce 2008. Patří mezi ně například:
- E-learning fórum
- Internet a informační systémy pro osoby se specifickými potřebami (INSPO)
- Internet, konkurenceschopnost a bezpečnost organizací
- Internet ve státní správě a samosprávě, Hradec Králové (ISSS)
- Junior Internet
- Noc s Andersenem

Na organizaci mnohých z akcí se od roku 2000 podílely knihovny, které již dříve vyhlašovaly březen za „měsíc knihy“ a od roku 2008 navázaly kampaní „Březen – měsíc čtenářů“. Od roku 1999 se také každoročně v březnu vyhlašují výsledky soutěže Biblioweb o nejlepší webové stránky českých knihoven.
Sdružení BMI zase v březnu předávalo cenu soutěže Zlatý erb o nejlepší webové stránky a elektronické služby měst a obcí.
Jedním z cílů projektu Březen – měsíc internetu a pořádaných akcí bylo také upozornit na význam internetu pro znevýhodněné skupiny obyvatel (tělesně postižení, senioři, osoby na rodičovské dovolené, nezaměstnaní či příslušníci menšin).

## Ocenění
V roce 2000 se projekt BMI probojoval do finále soutěže Stockholm Challenge Award v konkurenci 612 projektů z 80 zemí.
V roce 2003 sdružení BMI obdrželo od Ministerstva informatiky České republiky na konferenci Internet ve státní správě a samosprávě zvláštní cenu ministra informatiky Vladimíra Mlynáře.

## Motta jednotlivých ročníků
Od roku 2000 bylo pro jednotlivé ročníky vyhlašováno motto, které vyjadřovalo hlavní poselství daného ročníku.
- 2000 – Internetová gramotnost[5]
- 2001 – Internet je pro každého[6]
- 2002 – Do knihovny na Internet – po Internetu do knihovny[7]
- 2003 – Internet bez bariér[8]
- 2004 – Internet ležící, spící…[9]
- 2006 – Na úřad přes internet[10]
- 2007–2008 – Internet – výhoda pro znevýhodněné[11]